# Sapupira

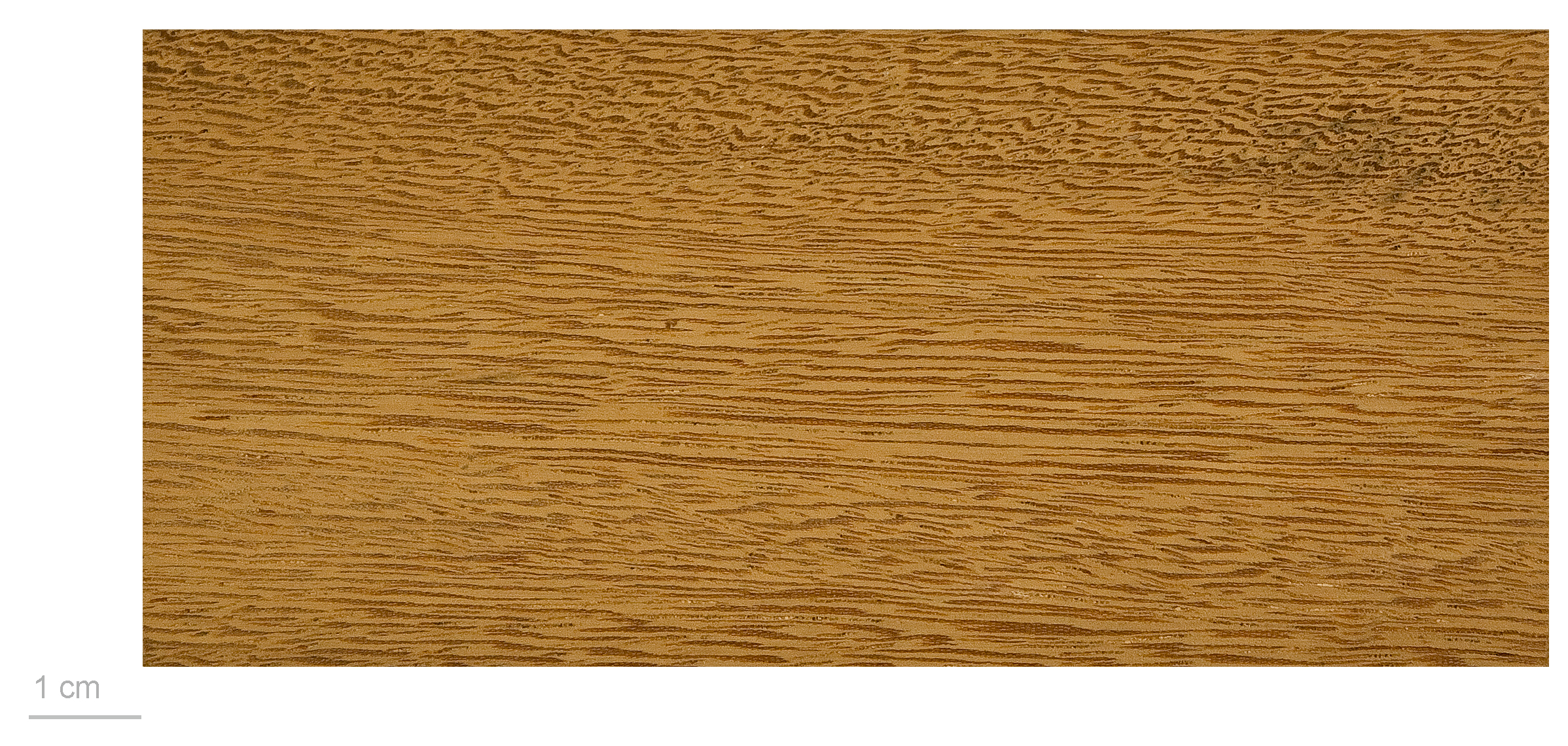
Sapupira, langsvlak

Sapupira of angelim pedra is een Zuid-Amerikaanse houtsoort, afkomstig van bomen uit het geslacht Hymenolobium. Het hout heeft regelmatig donker gekleurde gom-/was-vlekken. Het is vaak kruisdradig.
Het hout wordt veelvuldig gebruikt in gecertificeerde kozijnen, het hout is tevens KVT '95 goedgekeurd.